# Diyaeddine Abzi
Diyaeddine Abzi, né le 23 novembre 1998 à Fès au Maroc, est un joueur canadien de soccer jouant au poste de latéral gauche. 
Avant de connaître le professionnalisme en soccer, il pratique principalement le futsal où il est notamment international en 2018.

## Biographie

### Naissance, origines et formation à l'AS Blainville
Diyaeddine Abzi naît le 23 novembre 1998 à Fès au Maroc avant d'émigrer avec sa famille à l'âge de neuf ans au Canada pour s'installer à Montréal. Diyaeddine pratique le soccer depuis son enfance. À la suite des arrêts des championnats extérieurs en hiver au Canada, il se tourne régulièrement vers le futsal et fait ses débuts professionnels à l'âge de seize ans aux Sporting Outlaws de Montréal. Il remporte également le championnat du Canada de futsal en 2017,.
Vivant et jouant à Montréal, il combine le futsal avec le soccer, notamment au FS Salaberry, club amateur basé à Montréal. Au cours de sa formation, il évolue principalement au poste d'ailier gauche. Il signe en 2018 à l'AS Blainville. Le 13 juin 2018, en Championnat canadien, il marque l'unique but de la rencontre face aux Blue Devils d'Oakville et offre la victoire à son équipe (victoire, 0-1),. À la fin de la saison, il remporte la Première ligue de soccer du Québec.

### En club

#### York United (2019-2022)
Le 22 février 2019, il s'engage pour trois saisons au York9, pour la saison inaugurale de Première ligue canadienne.
Le 27 avril suivant, il dispute son premier match avec le club en entrant en jeu face au Forge FC (match nul, 1-1). Quelques jours plus tard, le 5 mai, il fait ses débuts en tant que titulaire face au Cavalry FC (défaite, 2-1). Le 12 octobre 2019, il inscrit son premier but avec le club face au Forge FC dans un match qui se solde sur une victoire de 4-0. Il termine sa première saison avec vingt-quatre apparitions en Première ligue canadienne.

#### Pau FC et prêt (2022-2024)
Le 23 juin 2022, il s'engage pour deux saisons au Pau FC en Ligue 2,,. Il hérite du numéro 2 sous l'entraîneur Didier Tholot.
Le 30 juillet 2022, il fait ses débuts professionnels en étant titularisé face à l'EA Guingamp (défaite, 4-0). Le 29 octobre suivant, il inscrit son premier but face à l'US Salinières Aigues-Mortes en Coupe de France (victoire, 0-3). Bien qu'il dispute trente-deux rencontres au cours de la saison 2022-2023, sa perméabilité défensive est mise en cause et son départ à l'été 2023 est attendu.
Finalement, le 14 août 2023, il est prêté avec option d'achat pour la durée d'une saison au CD Leganés,,.
En juin 2024, il est annoncé qu'il a échoué à un contrôle antidopage pour usage de marijuana et a été suspendu pour deux ans par l'Agence française de lutte contre le dopage.
En juillet 2024, le Pau FC annonce être parvenu à un accord avec Abzi en vue d'une résiliation de contrat, au début de la saison 2024-2025.

### En sélection
Possédant la double nationalité canadienne et marocaine, Diyaeddine Abzi a l'occasion de jouer en faveur de l'une des deux nations.
Le 18 janvier 2018, alors qu'il évolue aux Sporting Outlaws de Montréal en première division canadienne de futsal à l'âge de dix-neuf ans, il reçoit sa première sélection avec l'équipe du Canada de futsal à l'occasion d'une double confrontation amicale face au Costa Rica,, dans lequel il est l'auteur d'un but (défaite, 5-4).
Le 26 février 2020, il figure sur une liste préliminaire de 50 joueurs pour le tournoi pré-olympique masculin de la CONCACAF 2020 avec les moins de 23 ans. Il est retenu dans la liste finale de vingt joueurs le 10 mars 2021. Le 28 mars suivant, il fait sa première apparition avec les moins de 23 ans au stade Jalisco à l'occasion de la demi-finale du tournoi pré-olympique masculin de la CONCACAF 2020 face au Mexique (défaite, 2-0) qui a lieu au Mexique. Le tournoi est remporté par le Mexique.

## Statistiques
| Saison                | Club                  | Championnat           | Championnat | Championnat | Championnat | Coupe(s) nationale(s) | Coupe(s) nationale(s) | Coupe(s) nationale(s) | Séries | Séries | Séries | Total | Total | Total |
| Saison                | Club                  | Division              | M.          | B.          | P.d.        | M.                    | B.                    | P.d.                  | M.     | B.     | P.d.   | M.    | B.    | P.d.  |
| 2019                  | York United FC        | PLCan                 | 24          | 1           | 4           | 6                     | 0                     | 0                     | -      | -      | -      | 30    | 1     | 4     |
| 2020                  | York United FC        | PLCan                 | 5           | 0           | 0           | -                     | -                     | -                     | -      | -      | -      | 5     | 0     | 0     |
| 2021                  | York United FC        | PLCan                 | 25          | 6           | 3           | 2                     | 0                     | 0                     | 1      | 0      | 0      | 28    | 6     | 3     |
| 2022                  | York United FC        | PLCan                 | 10          | 0           | 1           | 3                     | 1                     | 1                     | -      | -      | -      | 13    | 1     | 2     |
| Sous-total            | Sous-total            | Sous-total            | 64          | 7           | 8           | 11                    | 1                     | 1                     | 1      | 0      | 0      | 76    | 8     | 9     |
| 2022-2023             | Pau FC                | Ligue 2               | 29          | 1           | 1           | 3                     | 1                     | 0                     | -      | -      | -      | 32    | 2     | 1     |
| 2023-2024             | CD Leganés (prêt)     | LaLiga 2              | 4           | 0           | 0           | 1                     | 0                     | 0                     | -      | -      | -      | 5     | 0     | 0     |
| Total sur la carrière | Total sur la carrière | Total sur la carrière | 97          | 8           | 9           | 15                    | 2                     | 1                     | 1      | 0      | 0      | 113   | 10    | 10    |